# Catapsephis subterminalis
Catapsephis subterminalis là một loài bướm đêm trong họ Crambidae.